# ماندارين (شخصية)
ماندارين هو شرير خارق في مارفل كومكس من ابتكار ستان لي ودون هيك،ظهرت الشخصية لأول مرة في فبراير 1964.